# William Osorio
William Osorio (San Salvador, 13 aprile 1971) è un ex calciatore salvadoregno, di ruolo difensore.

## Caratteristiche tecniche
Era un terzino destro.

## Carriera

### Club
Ha cominciato a giocare nel FAS. Nel 1997 è passato al Luis Ángel Firpo. Nel 1999 è tornato al FAS. Nel 2005 si è trasferito all'Isidro Metapán. Nel 2006 è stato acquistato dal Chalatenango, con cui ha concluso la propria carriera nel 2007.

### Nazionale
Ha debuttato in Nazionale nel 1991. Ha partecipato, con la Nazionale, alla CONCACAF Gold Cup 1996 e alla CONCACAF Gold Cup 2002. Ha collezionato in totale, con la maglia della Nazionale, 71 presenze.

## Palmarès

### Club

#### Competizioni nazionali
- Campionato salvadoregno di calcio: 8

FAS: 1994-1995, 1995-1996, 2001-2002, 2002-2003, 2003-2004, 2004-2005
Luis Ángel Firpo: 1997-1998, 1998-1999